# Episodi di Amiche nemiche (serie televisiva 1995) (settima stagione)
La settima stagione della serie televisiva Amiche nemiche è stata trasmessa in anteprima in Germania dalla ZDF tra il 7 dicembre 2005 e il 13 ottobre 2007.
| nº | Titolo originale         | Titolo italiano | Prima TV Germania | Prima TV Italia |
| -- | ------------------------ | --------------- | ----------------- | --------------- |
| 1  | Wiedersehen auf Guernsey |                 | 7 dicembre 2005   |                 |
| 2  | Abgestürzt               |                 | 14 dicembre 2005  |                 |
| 3  | Lauter Lügen             |                 | 11 agosto 2007    |                 |
| 4  | Tanz des Lebens          |                 | 18 agosto 2007    |                 |
| 5  | Jasko                    |                 | 25 agosto 2007    |                 |
| 6  | Vater und Sohn           |                 | 1º settembre 2007 |                 |
| 7  | Liebe und Hiebe          |                 | 8 settembre 2007  |                 |
| 8  | Machtspiele              |                 | 15 settembre 2007 |                 |
| 9  | Soko Townhouse           |                 | 22 settembre 2007 |                 |
| 10 | In Gefahr                |                 | 29 settembre 2007 |                 |
| 11 | Sieger                   |                 | 6 ottobre 2007    |                 |
| 12 | Versteckspiele           |                 | 13 ottobre 2007   |                 |